# 学習の友社
株式会社学習の友社（がくしゅうのともしゃ）とは、日本の出版社。東京都文京区湯島2-4-4に所在。労働者教育協会の出版部門に該当する。科学的社会主義・マルクス主義の立場から「ものの見方・考え方」「資本主義の搾取と貧困化」「階級闘争と未来社会（＝社会主義・共産主義）」などを学ぶ出版物を手掛けてきた。マルクス『資本論』をはじめ、マルクス主義の文献解説も多い。最近では、日本国憲法、労働者の権利や労働組合の権利、「自己責任論」、「人口減少社会論」などのイデオロギー問題などの刊行を行っている。
このほか定期雑誌として、労働者教育協会編集の学習誌『学習の友』や、全国労働組合総連合（全労連）の機関誌『月刊全労連』の月刊誌のほか、全労連と労働運動総合研究所による『国民春闘白書』を毎年発行、労働者教育協会と憲法会議との共編による『憲法問題学習資料集』も不定期に刊行している。
かつては「カセット・ライブラリー」シリーズとして、『資本論講義』（辻岡靖仁、北田寛二、吉井清文）、『哲学入門』（高田求）、『経済学入門』（辻岡靖仁）などのカセットも手掛けていたが、現在は撤退している。
草文会会員、平和の棚の会会員。

## おもな出版物

### 雑誌
- 月刊『学習の友』（編集：労働者教育協会）
- 月刊『全労連』（編集：全労連）
- 季刊『労働者教育』（編集：労働者教育協会）

### 書籍
- 『日本労働運動史―不屈の伝統から学ぶ』（谷川巌著）
- 『戦後日本労働運動史』（犬丸義一・辻岡靖仁・平野義政著）
- 『日本労働運動史』（猿橋真著）
- 『物語労働者階級の誕生』（浜林正夫著）
- 『メーデーの歴史ー労働者のたたかいの足跡』（杉浦正男・西村直樹著）
- 『春闘の歴史と展望－国民共同の力で未来を』（熊谷金道・鹿田勝一著）
- 『国民春闘白書』（全労連・労働総研編） - 毎年12月発行
- 『資本論を読む［上・下］』（浜林正夫著）
- 『資本論第２・３巻を読む［上・下］』（宮川彰著）
- 『資本論第１部講読のナビゲーション』（中川弘著）
- 『科学的社会主義の理論の発展』（不破哲三著）
- 『労働者教育論集』（労働者教育協会編）
- 『青年労働白書』（竹内真一監修）